# 坪地场仡佬族侗族乡
坪地场仡佬族侗族乡是中华人民共和国贵州省铜仁市石阡县下辖的一个民族乡。

## 行政区划
坪地场仡佬族侗族乡下辖以下村级行政区划单位：
坪地场村、老鸹林村、雷首山村、唐家营村、覃家营村、毛家营村、甘家寨村、大寨村、雷神槽村、大水井村、三合村、万合村、石尧村、岩顶寨村、凯跃村、邓家沟村、汪家沟村和凯余沟村。

## 中国传统村落
2013年8月，石榴坡村被评为第二批中国传统村落。